# Blås på mig, skaparvind
Blås på mig, skaparvind är en psalm av Anders Frostenson som diktades år 1969 efter Edwin Hatchs text från år 1878. Musiken är från England omkring år 1770.

## Publicerad i
- Den svenska psalmboken 1986 som nr 368 under rubriken "Anden, vår hjälpare och tröst".
- Psalmer och Sånger 1987 som nr 394 under rubriken "Fader, Son och Ande - Anden, vår hjälpare och tröst".[1]